# Оги, Адольф
Адольф Оги (фр. Adolf Ogi; род. 18 июля 1942, Кандерштег) — швейцарский политический и государственный деятель.

## Биография
Член Федерального совета Швейцарии, начальник департамента транспорта, коммуникаций и энергетики в 1988—1995 годах, начальник департамента обороны и спорта в 1998—2000 годах. Президент Швейцарии в 1993 и 2000 годах. Член Швейцарской народной партии, её председатель в 1984—1988 годах. Вышел в отставку в связи с обвинениями в коррупции. Специальный советник Генерального секретаря ООН по вопросам спорта на службе развития и мира в 2001—2007 годах.

## Награды
- Великий офицер ордена «За заслуги» (2004 год, Румыния)[2].
- Медаль «За гражданские заслуги» (25 марта 2016 года, Молдавия) — за личный вклад в реализацию социальных проектов в Республике Молдова и поддержку благотворительных акций для детей, находящихся в трудном положении[3].
- Дважды награждён Олимпийским орденом (2000 — золотой орден, 2003)[4][5].